# تيكومة فيبرباورية
تيكومة فيبرباورية (الاسم العلمي:Tecoma weberbaueriana) هي نوع من النباتات يتبع جنس التيكومة من الفصيلة البنيونية.